# El Condao
El Condao ist eine der acht Parroquias in der Gemeinde Laviana der autonomen Region Asturien in Spanien.

## Geographie
El Condao  ist ein Parroquia mit 643 Einwohnern (2011) und eine Grundfläche von 17,68 km². Es liegt 340 bis 370 m hoch. Die nächste größere Ortschaft ist Laviana, der 5,5 km entfernte Hauptort der gleichnamigen Gemeinde.

### Gewässer in der Parroquia
Durch das Parroquia fließt der Rio Nalon, ein kleinerer Nebenfluss mündet direkt in diesen.

### Berge
Der Peña Mea mit einer Höhe von 1.560 m ist die größte Erhebung der Parroquia und der gesamten Gemeinde.

## Wirtschaft
Seit alters her wird Kohle, Eisen und Kupfer abgebaut, heute baut noch die Tourismusindustrie daran auf.
Die Land- und Forstwirtschaft prägt seit alters her die Region.

## Klima
Angenehm milde Sommer mit ebenfalls milden, selten strengen Wintern. In den Hochlagen können die Winter durchaus streng werden.

## Sehenswertes
- der Torreón ist ein alter Wehrturm mit einer Aussichtsplattform
- mehrere Kirchen in der Parroquia zeugen von den unterschiedlichen Besiedelungen und Baustilen

## Dörfer und Weiler
- Aldea 2 Einwohner (2011)  43° 14′ 29″ N, 5° 29′ 46″ W
- Boroñes 42 Einwohner (2011) 43° 14′ 46″ N, 5° 30′ 6″ W
- Condado 469 Einwohner (2011)  43° 14′ 13″ N, 5° 30′ 14″ W
- Ferrera 87 Einwohner (2011)  43° 15′ 4″ N, 5° 30′ 36″ W
- Sierra 43 Einwohner (2011) 43° 15′ 12″ N, 5° 30′ 18″ W